# David Rubinoff
David Rubinoff, noto anche come Dave Rubinoff, (Hrodna, 3 settembre 1897 – Columbus, 6 ottobre 1986), è stato un violinista russo naturalizzato statunitense.
Era un violinista popolare che si poteva ascoltare negli anni '30 e '40 in vari programmi radiofonici con il suo violino Stradivarius da $100.000. Si esibiva anche in teatri, club e scuole e tenne diversi concerti alla Casa Bianca negli anni '40. A volte veniva pubblicizzato come Rubinoff e il suo violino.

## Biografia

### Radio
Rubinoff si esibì con la sua orchestra, chiamata Rubinoff e la sua orchestra, diventando una delle maggiori star radiofoniche sulla serie The Chase and Sanborn Hour. La sua popolarità radiofonica portò il suo show sulla NBC nel 1935-36.

### Tournée del 1948
L'Albany Herald fornì questo resoconto di un'apparizione personale di Rubinoff durante la tournée del violinista del 1948:

### Presenze nelle scuole
L'Hartem Staglite di Hartsburg, Illinois, riferisce di un'apparizione scolastica a Lincoln, Illinois, nell'edizione del 18 ottobre 1949 del giornale scolastico.
Il seguente articolo apparve nell'edizione del 31 ottobre 1949 dell'Hartem Staglite:

### "Acqueforti"
Nel 1937 una donna intentò causa contro Rubinoff per rottura di promessa di matrimonio, sostenendo che l'aveva invitata nel suo appartamento a vedere una collezione di acqueforti, l'aveva sedotta e in seguito si era rifiutato di sposarla quando lei dichiarò di essere incinta.

### Partecipazione a film
- Morning, Noon and Night (1933) - Questo fumetto di Betty Boop, prodotto dagli Fleischer Studios e distribuito dalla Paramount Pictures, include un segmento che mostra Rubinoff che suona il violino
- Parade of the Wooden Soldiers (1933) - Rubinoff compare come se stesso in questo cartone animato di Betty Boop
- Thanks a Million (1935) - Rubinoff appare come se stesso in questo film di Hollywood
- New York si diverte (1937) - Rubinoff appare come se stesso in questo film di Hollywood